# Sergio Bertelli
Sergio Bertelli (Bologna, 29 settembre 1928 – Roma, 15 settembre 2015) è stato uno storico italiano.

## Biografia
Figlio di Rino, socialista, tra i fondatori del Partito Comunista d'Italia, entra dopo il 1945 nella Federazione Giovanile Comunista Italiana. Trasferitosi con la famiglia a Roma si iscrive al Liceo Torquato Tasso dove ha come insegnante Bruno Nardi e per compagni, tra gli altri, Sandro Curzi, Paolo Chiarini, Citto Maselli, Luciana Castellina, Franca Angelini, Lietta Tornabuoni. Dopo il liceo si iscrive a Filosofia all'Università di Roma, seguendo prima i corsi di Carlo Antoni, poi quelli di Federico Chabod con cui si laurea. Ottiene poi una borsa di studio all'Istituto italiano per gli studi storici diretto dallo stesso Chabod.
Delio Cantimori lo aveva intanto segnalato per il posto di segretario del nuovo Istituto Gramsci, carica successivamente abbandonata in seguito all'uscita dal Partito Comunista Italiano dopo i fatti d'Ungheria e la partecipazione alla stesura del manifesto dei 101. Ottenuta la libera docenza nel 1960 Bertelli diviene segretario dell'Istituto italiano per gli studi storici. Nel 1966 vince una fellowship presso lo Harvard Center for Italian Renaissance Study a Villa I Tatti (la villa di Bernard Berenson) e successivamente un incarico in Storia moderna da parte della Facoltà di Scienze politiche di Perugia. Dopo alcune esperienze di studio negli Stati uniti, lascia Perugia, chiamato alla Facoltà di Lettere dell'Università di Firenze.

## Gli studi
Settecentista e studioso di Machiavelli, ha curato, tra l'altro, Il principe e Discorsi sopra la prima deca di Tito Livio (Milano, Feltrinelli, 1960) e La vita di Pietro Giannone (Torino, Einaudi, 1977). Ha sviluppato la sua ricerca intorno ai poteri politici nell'Europa medievale, alla storiografia sei-settecentesca, alle oligarchie, non ultime quelle dell'emisfero comunista.

## Opere principali
- Erudizione e storia in Ludovico Antonio Muratori, Napoli, nella sede dell'Istituto italiano per gli studi storici, 1960
- Giannoniana: autografi, manoscritti e documenti della fortuna di Pietro Gianone, Milano-Napoli, Ricciardi, 1968
- Ribelli, libertini e ortodossi nella storiografia barocca, Firenze, La nuova Italia, 1973
- Il potere oligarchico nello stato-città medievale, Firenze, La nuova Italia, 1978
- Il libertinismo in Europa, Milano-Napoli, R. Ricciardi, 1980
- Il gruppo: la formazione del gruppo dirigente del PCI, 1936-1948, Milano, Rizzoli, 1980
- Il corpo del re: sacralità del potere nell'Europa medievale e moderna, Firenze, Ponte alle Grazie, 1990
- Il re, la vergine, la sposa: eros, maternita e potere nella cultura figurativa europea, Roma, Donzelli, 2002